# جيرسون (لاعب كرة قدم)
جيرسون (3 أبريل 1986 في البرازيل - ) هو لاعب كرة قدم برازيلي في مركز الدفاع. لعب مع أتلتيكو غويانيينسي وغويتاكاس ونادي أمريكا ونادي غوياس ونادي فلومينينسي ونادي ماكاي وDuque de Caxias Futebol Clube ‏ ونادي فولتا ريدوندا وبوافيستا سبورت ‏ وAssociação Desportiva Cabofriense ‏ وResende FC ‏.

## وصلات خارجية
- جيرسون (لاعب كرة قدم) على موقع قاعدة بيانات كرة القدم.إي يو (الإنجليزية)
- جيرسون (لاعب كرة قدم) على موقع Soccerway.com (الإنجليزية)